# Kleinvichtach
Kleinvichtach ist ein Gemeindeteil des Marktes Marktrodach im Landkreis Kronach (Oberfranken, Bayern).

## Geographie
Das Dorf bildet mit Oberrodach im Norden eine geschlossene Siedlung. Die Bundesstraße 303 führt nach Oberrodach zur Bundesstraße 173 (0,6 km nordöstlich) bzw. an Großvichtach vorbei nach Seibelsdorf (3,4 km südöstlich).

## Geschichte
Gegen Ende des 18. Jahrhunderts bestand Kleinvichtach, das zu dieser Zeit auch Untervichtach genannt wurde, aus 10 Anwesen (2 Tropfhäuser, 6 halbe Tropfhäuser, 2 Häuser). Das Hochgericht übte das bayreuthische Vogteiamt Seibelsdorf aus, das zugleich die Dorf- und Gemeindeherrschaft innehatte. Das bayreuthische Kastenamt Kulmbach war Grundherr der Anwesen.
Von 1797 bis 1808 unterstand der Ort dem Justiz- und Kammeramt Kulmbach, das bis 1804 unter preußischer Verwaltung stand und danach bayerisch wurde. Mit dem Ersten Gemeindeedikt wurde Kleinvichtach dem 1808 gebildeten Steuerdistrikt Zeyern und der 1818 gebildeten Ruralgemeinde Vichtach (ab 1875 Großvichtach genannt) zugewiesen. Am 1. Mai 1978 wurde die Gemeinde Marktrodach gebildet, in die die ehemalige Gemeinde Großvichtachach eingegliedert wurde.

### Einwohnerentwicklung
| Jahr      | 001818 | 001861 | 001871 | 001885 | 001900 | 001925 | 001950 | 001961 | 001970 | 001987 |
| Einwohner | 59     | 84     | 77     | 70     | 68     | 104    | 128    | 125    | 94     | 76     |
| Häuser    | 12     |        |        | 16     | 15     | 19     | 18     | 20     |        | 25     |
| Quelle    | [ 5 ]  | [ 7 ]  | [ 8 ]  | [ 9 ]  | [ 10 ] | [ 11 ] | [ 12 ] | [ 13 ] | [ 14 ] | [ 1 ]  |

## Religion
Der Ort ist seit der Reformation evangelisch-lutherisch geprägt und nach St. Andreas in Seibelsdorf gepfarrt.